# حشره‌خوار دندان‌سفید کشمیر
 حشره‌خوار دندان‌سفید کشمیر (نام علمی: Crocidura pullata) نام یک گونه از سرده حشره‌خوارهای دندان‌سفید است.